# Maggie A. McIntosh
Maggie A. McIntosh (* um 1935) ist eine schottische Badmintonspielerin.

## Karriere
Maggie McIntosh wurde 1956 erstmals nationale schottische Meisterin. Drei weitere Titelgewinne folgten bis 1961. 1956 und 1958 siegte sie bei den Irish Open, 1956 bei den French Open, 1956 bei den Welsh International und 1959 bei den Scottish Open.

## Sportliche Erfolge
| Saison | Veranstaltung                     | Disziplin   | Platz | Name                              |
| ------ | --------------------------------- | ----------- | ----- | --------------------------------- |
| 1956   | Irish Open                        | Damendoppel | 1     | M. B. Forrester / M. McIntosh     |
| 1956   | French Open                       | Damendoppel | 1     | M. B. Forrester / Maggie McIntosh |
| 1956   | French Open                       | Dameneinzel | 1     | M. McIntosh                       |
| 1956   | Schottland: Einzelmeisterschaften | Damendoppel | 1     | M. B. Forrester / Maggie McIntosh |
| 1956   | Welsh International               | Damendoppel | 1     | J. A. Russell / Maggie McIntosh   |
| 1956   | Welsh International               | Dameneinzel | 1     | Maggie McIntosh                   |
| 1958   | Irish Open                        | Mixed       | 1     | Mac Henderson / Maggie McIntosh   |
| 1959   | Scottish Open                     | Damendoppel | 1     | Wilma Tyre / Maggie McIntosh      |
| 1959   | Schottland: Einzelmeisterschaften | Mixed       | 1     | Mac Henderson / Maggie McIntosh   |
| 1960   | Schottland: Einzelmeisterschaften | Damendoppel | 1     | Wilma Tyre / Maggie McIntosh      |
| 1961   | Schottland: Einzelmeisterschaften | Damendoppel | 1     | Wilma Tyre / Maggie McIntosh      |